# Flood fill

4个方向上的flood-fill算法示例

Flood fill算法是从一个区域中提取若干个连通的点与其他相邻区域区分开（或分别染成不同颜色）的经典算法。因为其思路类似洪水从一个区域扩散到所有能到达的区域而得名。在GNU Go和扫雷中，Flood Fill算法被用来计算需要被清除的区域。

## 算法

八个方向上的flood-fill递归算法

Flood fill算法接受三个参数：起始节点，目标颜色和替换颜色。算法遍历所有的节点以寻找和起始节点相连的节点（通过一条目标颜色的路径相连），然后
改变他们的颜色为替换颜色。目前有许多flood-fill算法的构建方式，但是他们都显示或隐式的使用队列或者。根据我们是否考虑当前节点对角线方向的节点，算法分为四路算法（不考虑对角线方向的节点）和八路算法（考虑对角线方向的节点）。

### 
最简单的实现方法是采用深度优先搜索的递归方法，也可以采用广度优先搜索的迭代来实现。
```
/*假設MAX_X與MAX_Y是圖片的寬跟高*/

void
 
flood_fill
(
int
 
x
,
 
int
 
y
,
 
int
 
color
)

{

  
area
[
x
][
y
]
 
=
 
color
;

  
if
(
x
 
>
 
0
 
&&
 
area
[
x
-1
][
y
]
 
==
 
0
)
 
flood_fill
(
x
 
-
 
1
,
 
y
,
 
color
);

  
if
(
y
 
>
 
0
 
&&
 
area
[
x
][
y
-1
]
 
==
 
0
)
 
flood_fill
(
x
,
 
y
 
-
 
1
,
 
color
);

  
if
(
x
 
<
 
MAX_X
 
&&
 
area
[
x
+
1
][
y
]
 
==
 
0
)
 
flood_fill
(
x
 
+
 
1
,
 
y
,
 
color
);

  
if
(
y
 
<
 
MAX_Y
 
&&
 
area
[
x
][
y
+
1
]
 
==
 
0
)
 
flood_fill
(
x
,
 
y
 
+
 
1
,
 
color
);

}

```